# Amegosiphon platicaudum
Amegosiphon platicaudum är en insektsart. Amegosiphon platicaudum ingår i släktet Amegosiphon och familjen långrörsbladlöss. Inga underarter finns listade i Catalogue of Life.